# 쿰라시

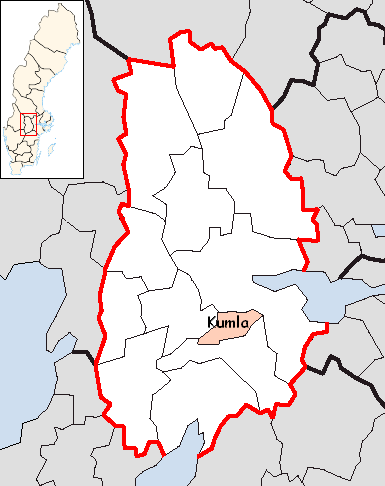
쿰라 시의 위치

쿰라시(스웨덴어: Kumla kommun)는 스웨덴 외레브로주에 위치한 지방 자치체로 행정 중심지는 쿰라이며 면적은 205.8km2, 인구는 21,334명(2016년 12월 31일 기준), 인구 밀도는 100명/km2이다.

시 문장